# Caveside
Caveside is een plaats in de Australische deelstaat Tasmanië.